# Јелена Слесаренко
Јелена Владимировна Слесаренко (рус. Елена Владимировна Слесаренко; Волгоград, 28. новембар 1982) је руска атлетска репрезентативка у скоку увис.
Олимпијска је победница и двострука дворанска првакиња света. Лични рекорд јој је прескочених 206 цм (СР 209 цм), што је уједно и национални рекорд Русије. Најуспешнија година у каријери била јој је 2004. када је освојила злато на Олимпијским играма у Атини, победила на Светском првенству у дворани у Будимпешти и светском атлетском финалу у Монте Карлу.

## Резултати

### Олимпијске игре
- Атина 2004.
  - злато - 2,06 НР Русије

### Светско првенство
- Осака 2007
  - 4 место - 2,00

### Светско првенство у дворани
- Будимпешта 2004
  - злато - 2,04
- Москва 2006
  - злато - 2,02
- Валенсија 2008
  - сребро - 2,01

### Европско првенство
- Гетеборг 2006
  - 5 место - 1,99

### Европско првенство у дворани
- Беч 2002
  - 5 место - 1,90

### ИААФ Светско финале
- Монте Карло 2004
  - злато - 2,01
- Штутгарт 2006
  - 4 место - 1,94
- Штутгарт 2007
  - 4 место - 1,94

### Европски куп
- Бидгошч 2004
  - 1 место 2,04

### Европски куп у дворани
- Лајпциг 2004
  - 2 место - 1,96

### Универзијада
- Тегу 2003
  - 3 место - 1,94